# Extragettito
In economia, l'extragettito corrisponde alle entrate finanziarie superiori alle previsioni del bilancio d'esercizio. Nel caso di uno stato, l'extragettito può essere utilizzato per finanziare nuovi interventi o rifinanziare quelli già esistenti.